# Яель Герман
Яель Герман (івр. יעל גרמן, нар. 5 серпня 1947, Хайфа, Британська Палестина) — ізраїльський політик, депутат кнесета 19 — 22-го скликань (2013—2020), міністр охорони здоров'я (2013—2014) в тридцять третьому уряду Ізраїлю та мер міста Герцлія (1998—2013).

## Біографія
Народилася у Хайфі, на території Підмандатної Палестини. Отримала перший академічний ступінь світової історії в Тель-Авівському університеті. Потім отримала ступінь з бізнес-адміністрації в Міждисциплінарному центрі в Герцлії. Здобула диплом вчителя.
Працювала у сфері освіти. Була членом партії Мерец, від якої стала членом муніципальної ради Герцлії (1993). У 1998 році вона була обрана мером Герцлії.
У 2012 році перейшла в партію Єш Атід, посівши третє місце в її передвиборчому списку . Так як партія отримала 19 мандатів, Герман увійшла до складу парламенту, отримавши посаду у фінансовій комісії. У ході формування третього уряду Нетаньяху вона здобула посаду міністра охорони здоров'я.
Обиралася в 19-й — 22-й кнесети Ізраїлю і була найстаршим депутатом 22-го Кнесету. Однак невдовзі після виборів 2020 року вона пішла у відставку через проблеми зі здоров'ям. Її місце зайняв Ідан Ролл.
Яель Герман одружена, має двох дітей.